# Rogelio Valdivieso Eguiguren
Rogelio Valdivieso Eguiguren (Loja, 4 de junio de 1928 - Quito, 29 de mayo de 2011) fue un diplomático y político ecuatoriano. Durante su vida ocupó varios cargos notorios, entre los que se cuentan embajador de Ecuador ante Bolivia (de 1960 a 1961), Brasil (de 1976 a 1981), Argentina (de 1982 a 1984) y Portugal.
Se desempeñó como Canciller de la República entre 1968 y 1970, durante el último gobierno de José María Velasco Ibarra. También fue dos veces diputado en representación de la provincia de Loja, la última de 1986 a 1988, donde se presentó por el Partido Social Cristiano y obtuvo el 15.91% de los votos válidos.
Falleció en la ciudad de Quito, el 29 de mayo de 2011.